# 陈丕显
陈丕显（1916年3月20日—1995年8月23日），曾用名陈家煜，化名阿丕，汉族，福建省上杭县人，中国共产党、中华人民共和国政治人物，原副国级领导人。中国共产党第八届中央委员会候补委员，第十一、十二届中央委员，第十二届中央书记处书记。

## 生平

### 早年革命生涯
陈丕显生于福建省长汀县南阳区官连坑（今福建省上杭县南阳镇官余村）的一个农民家庭。1929年7月，参加罗化成领导的南阳暴动。同年9月，加入中国共产主义青年团，并当选为少共南阳区儿童团总团长。1929年起，陈丕显在福建省从事中国共产主义青年团组织的创建活动，历任少共南阳区儿童团总团长，上杭县苏维埃政府宣传队分队长，中共长汀县委南阳区、长汀县儿童局书记，共青团长汀县委巡视员。1931年转为中国共产党党员。不久，当选为少先队中央总队执行委员。1932年6月，当选为少共福建省委常委，后来任少共福建省委少先队训练部部长、儿童局书记。1933年初，调往瑞金的少共苏区中央局工作，同年5月任少共闽赣省委儿童局书记。同年7月，被中华苏维埃共和国临时中央人民政府委员会任命为教育委员会委员。
1934年，陈丕显任少共中央苏区分局委员兼儿童局书记。1934年10月中央红军主力长征后，随项英、陈毅等人和中央苏区领导机关突围，进入赣粤边游击区，开始三年游击战争。曾任少共闽赣边太宁地区中心县委书记。1935年初，任少共赣南省委书记。1935年4月初，陈丕显与赣南军区司令员蔡会文率最后突围的赣南军区部队80多人抵达油山，和先期到达的中共中央分局领导人项英、陈毅会合。此后，陈丕显被确定为中共赣粤边特委领导。

### 中日战争与第二次国共内战时期
抗日战争爆发后，陈丕显奉命到瑞金、信丰等地寻找并联络红军游击队，为赣南（赣粤边）游击队出山抗日进行了许多工作。1937年底，任中共中央东南分局（后改称中共中央东南局）青委书记、青年部部长，动员青年参加新四军。1940年，随部队自苏南渡过长江北上后东进，创建苏中抗日根据地。1941年3月任苏中区党委副书记，1945年4月任苏中区党委书记兼新四军苏中军区政委。
第二次国共内战时期，1946年6月，陈丕显参加了粟裕指挥的苏中战斗，担负支前任务，为战斗取得“七战七捷”作出了贡献。同年9月，受中共中央华中分局委派，留守领导华中地区的敌后斗争，配合了正面战场的作战。1947年起历任华中野战军第七纵队政委、中共中央华中分局委员兼组织部副部长、中共中央华中分局驻苏中区代表、新四军华中南线后勤司令部政委、中共华中工委书记、新四军华中指挥部政委。1948年3月兼任华东野战军第四兵团（又称苏北兵团）政委、苏北军区政委。

### 中华人民共和国成立后

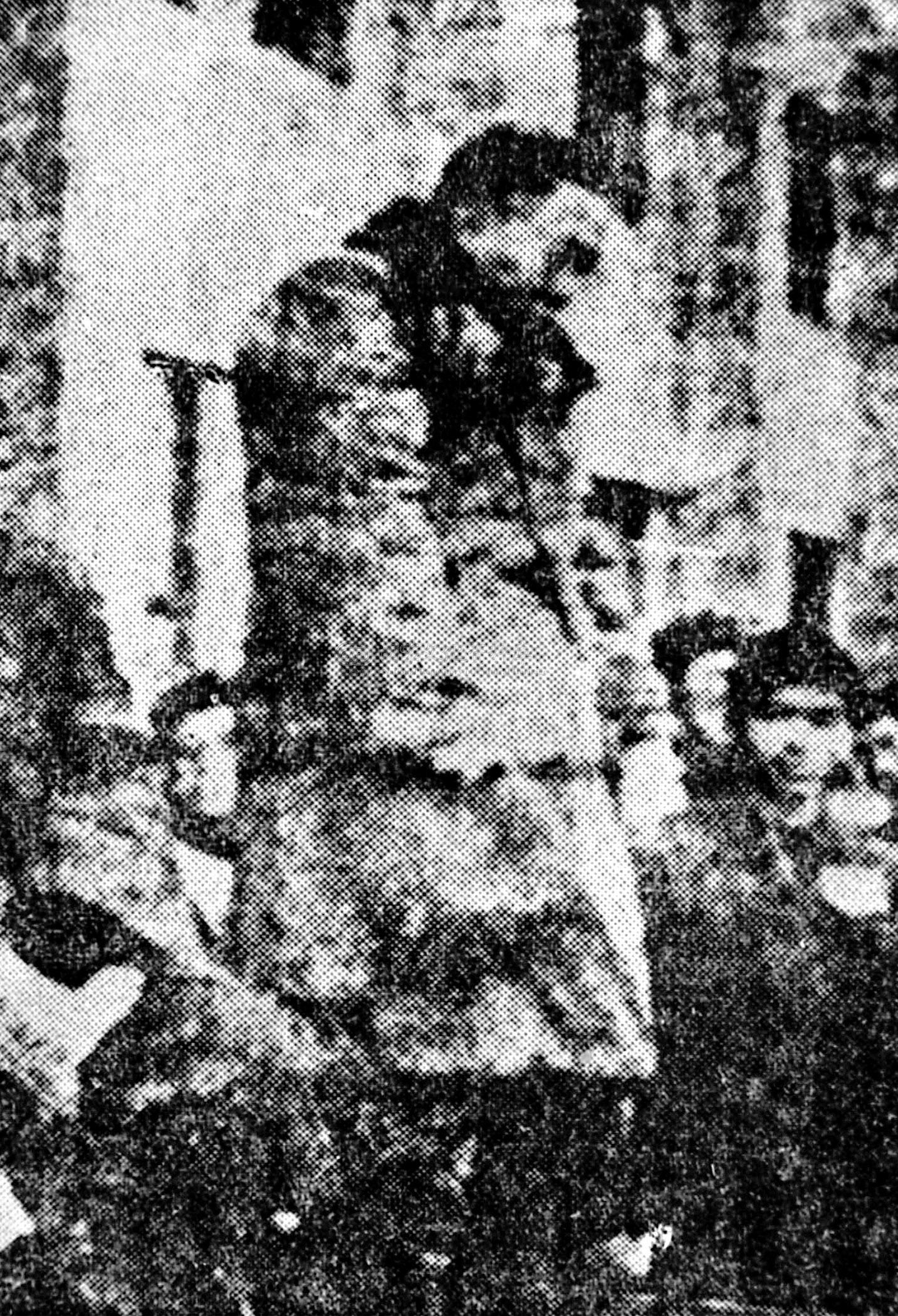
遭紅衛兵批鬥的陳丕顯。

1949年4月，经过渡江战役南下后，陈丕显任苏南区党委书记，后兼任苏南军区政委，华东军政委员会委员。为在新解放区建立人民政权，开展土地改革，剿匪反霸，医治战争带来的创伤，恢复经济，做了大量工作。经过三年努力，苏南区的粮食、棉花年产量均超过抗日战争之前的最高年产量，大部分工业产品的产量倍增。因为完成土地改革和镇压反革命的任务出色，受到毛泽东称赞。
1952年2月，陈丕显调往上海市工作，任中共上海市委第四书记、华东行政委员会委员。1953年至1954年兼任中共中央华东局委员，1954年至1960年兼任中共中央上海局委员。1954年任中共上海市委第二书记，1956年任中共上海市委书记处书记。1961年2月至1966年冬，兼任中共中央华东局书记处书记。1958年起兼任上海市政协主席。1965年11月至1967年1月任中共上海市委第一书记兼上海警备区第一政委。1966年4月至12月31日因罹患鼻癌治疗休养，由曹荻秋代理第一书记。
文化大革命爆发后，1967年1月在上海市“一月风暴”中被夺权，此后被长期关押，隔离审查。
1974年9月9日，陈丕显致信毛泽东，希望获得从宽处理，分配工作，或者先解除隔离并参加集体学习，听候党的继续审查和处理。同年9月17日，毛泽东对该信作批示：“洪文同志：此人如何处理，请在政治局一议为盼！毛泽东七四年九月十七日”。并在日期之后又加写一句“似可作人民内部问题处理”。但此后在张春桥等人的阻挠下，陈丕显的境况未改变。1975年2月20日，陈丕显致信刚复出的邓小平，内称“我现在尚未恢复组织生活，也未恢复工资，我请求中央批准我来北京检查身体，并请求中央领导同志接见谈话。”邓小平利用陪毛泽东接见外宾之机，向毛泽东提出是否可先恢复陈丕显的组织生活和工资。毛泽东答复说：“可以嘛。”同年7月1日，陈丕显“恢复了中断近九年的组织生活”。同年9月13日，中共上海市委、上海市革命委员会内定陈丕显为上海市革命委员会副主任，上报中央，9月16日获得中央批准。但上海方面没有给陈丕显分工，实际仍是对他压制和排斥。同年9月下旬，陈丕显又致信邓小平，希望早日离开上海。9月29日，邓小平致信毛泽东称：“主席：陈丕显同志曾多次提出到北京治病，未予置理。最近上海市委安排他为市革委会副主任。我的意见，他还年轻（不到六十），也有能力，是否可以考虑：先调来北京，然后分配到哪个省去工作，是否妥当，请示。”同年9月30日，毛泽东批示：“同意”。同年10月12日，陈丕显乘飞机自上海到北京，入住中共中央组织部招待所。
粉碎四人帮后，1977年2月，陈丕显任中共云南省委书记、云南省革命委员会副主任。1977年7月，调任中共湖北省委第二书记、湖北省革命委员会第一副主任。1978年8月起，任中共湖北省委第一书记（任至1982年10月）、湖北省革命委员会主任、武汉军区政委、湖北省军区第一政委，1980年兼任湖北省人大常委会主任。
1982年9月，在中共十二届一中全会上当选为中共中央书记处书记。1982年10月调往中央工作。1983年3月，任中央保密委员会主任（任至1986年3月）。1983年5月，陈丕显任中央政法委员会书记。同年6月，当选第六届全国人民代表大会常务委员会副委员长。1985年7月卸任中央政法委员会書記職務，由乔石接替。1987年11月当选为中共中央顾问委员会常委。晚年，担任全国老龄委名誉主任。
1995年8月23日，陈丕显在北京逝世，享年80岁。新华社发布的官方电文中評價陳丕顯是「中国共产党的优秀党员，久经考验的忠诚的共产主义战士，无产阶级革命家」。

## 著作
- 《陈丕显文选》（共四卷），中共党史出版社  2000
- 《陈丕显回忆录》三部
  - 《赣南三年游击战争》上海人民出版社  2002
  - 《苏中解放区十年》上海人民出版社  2002
  - 《在“一月风暴”的中心》 上海人民出版社 2005